# Changhe Z-11
Changhe Z-11 — многоцелевой лёгкий вертолёт. В ВВС Китая боевая версия получила наименование CZ-11W (Z-11W).
Разработка вертолёта c 1991 года велась китайской фирмой Changhe Aircraft Manufacturing Corporation на базе французского вертолёта Eurocopter AS.350 Écureuil.
Вертолёт одновинтовой схемы, с рулевым винтом.
Совершил первый полёт в декабре 1994 года (по другим данным — в 1997 году). Способен развивать скорость до 278 километров в час и совершать полёты на расстояние до 652 километров.
Вертолёты производит по лицензии аргентинская компания FAdeA под маркой «Памперо».
В настоящее время на базе Z-11 разрабатывается гражданский вертолёт Avicopter AC301.

## Модификации
- Z-11J — учебная модификация
- Z-11MB1 — гражданская версия с двигателем Arriel 2B1A
- Z-11ME1 — гражданская версия
- CZ-11W (Z-11W) — боевая версия
- Z-11WA — вертолёт разведки

## Тактико-технические характеристики
Источник данных: Jane's, 2003.

Технические характеристики
- Экипаж: 1
- Пассажировместимость: 6
- Длина: 11,24 м
- Высота: 3,14 м
- Масса пустого: 1120 кг
- Максимальная взлётная масса: 2200 кг
- Силовая установка: 1 × ГТД WZ-8D
- Мощность двигателей: 1 × 684 л.с. (1 × 510 кВт)

Лётные характеристики
- Максимальная скорость: 278 км/ч
- Крейсерская скорость: 240 км/ч
- Практическая дальность: 598 км
- Практический потолок: 5240 м
- Скороподъёмность: 10,3 м/с